# Tephrosia filiflora
Tephrosia filiflora är en ärtväxtart som beskrevs av Emilio Chiovenda. Tephrosia filiflora ingår i släktet Tephrosia och familjen ärtväxter. Inga underarter finns listade i Catalogue of Life.